# Förordningen om skydd mot olyckor
Förordning (2003:789) om skydd mot olyckor är en svensk förordning som innehåller bestämmelser som kompletterar lagen (2003:778) om skydd mot olyckor.
Reglerna i förordningen har, tillsammans med lagen om skydd mot olyckor, till syfte att säkerställa ett gott skydd mot olyckor. De områden som reglerna täcker inkluderar, men är inte begränsade till, räddningstjänst; samt den enskilde medborgarens, kommunens och statens ansvar för bland annat brandskydd och viss farlig verksamhet. Det även regler om länsstyrelsernas arbete med planer för att hantera översvämningsrisker. Genom förordningen bemyndigas länsstyrelser och kommuner att utfärda eldningsförbud.
Förordningen inbegriper bestämmelser om bland annat fjällräddningstjänsten, sjöräddningstjänsten och flygräddningstjänsten. Enligt förordningen är det Polismyndigheten som ansvarar för fjällräddningstjänsten och de har därför till ansvar att upprätta ett program för hur den ska genomföras. Samtidigt är det Sjöfartsverket som ansvarar för sjö- och flygräddningstjänsterna. Även för sjö- och flygräddningstjänsterna ska det upprättas program om hur de ska genomföras. Det ska även finnas en räddningscentral för sjö- respektive flygräddningstjänsten. Enligt förordningen är det dock Kustbevakningen som ansvarar för miljöräddningstjänst till sjöss.
Kommunen ansvarar för tillsyn inom kommunens område och länsstyrelsen inom länet. Förordningen säger även att det är Myndigheten för samhällsskydd och beredskap (MSB) som har det huvudsakliga ansvaret för att utföra tillsyn för verksamheter enligt lagen om skydd mot olyckor. Det är dock Polismyndigheten som har tillsyn över fjällräddningen, Transportstyrelsen som har tillsyn över sjö- och flygräddningen, samt Kustbevakningen som har tillsyn över miljöräddningen till sjöss.

### Offentligt tryck
Levein, M. Lagen och förordningen om skydd mot olyckor: sida vid sida. 2021. Myndigheten för samhällsskydd och beredskap (MSB).

### Fotnoter
1. ↑  1 kap. 1 § förordning (2003:789) om skydd mot olyckor.
2. 1 2 3 4  ”Skydd mot olyckor”. https://www.msb.se/. Myndigheten för samhällsskydd och beredskap (MSB). 15 april 2019. Arkiverad från originalet den 11 augusti 2021. https://web.archive.org/web/20210811231455/https://www.msb.se/sv/regler/gallande-regler/skydd-mot-olyckor/. Läst 12 augusti 2021.
3. ↑  2 kap. 7 § förordning (2003:789) om skydd mot olyckor.
4. ↑  4 kap. 1 § förordning (2003:789) om skydd mot olyckor.
5. ↑  4 kap. 2 och 8 §§ förordning (2003:789) om skydd mot olyckor.
6. ↑  4 kap. 4 och 10 §§ förordning (2003:789) om skydd mot olyckor.
7. ↑  4 kap. 3 och 9 §§ förordning (2003:789) om skydd mot olyckor.
8. ↑  4 kap. 12 § förordning (2003:789) om skydd mot olyckor.
9. ↑  5 kap. 2-3 §§ förordning (2003:789) om skydd mot olyckor.
10. ↑  5 kap. 1 § förordning (2003:789) om skydd mot olyckor.